# Ralf Hauboldt

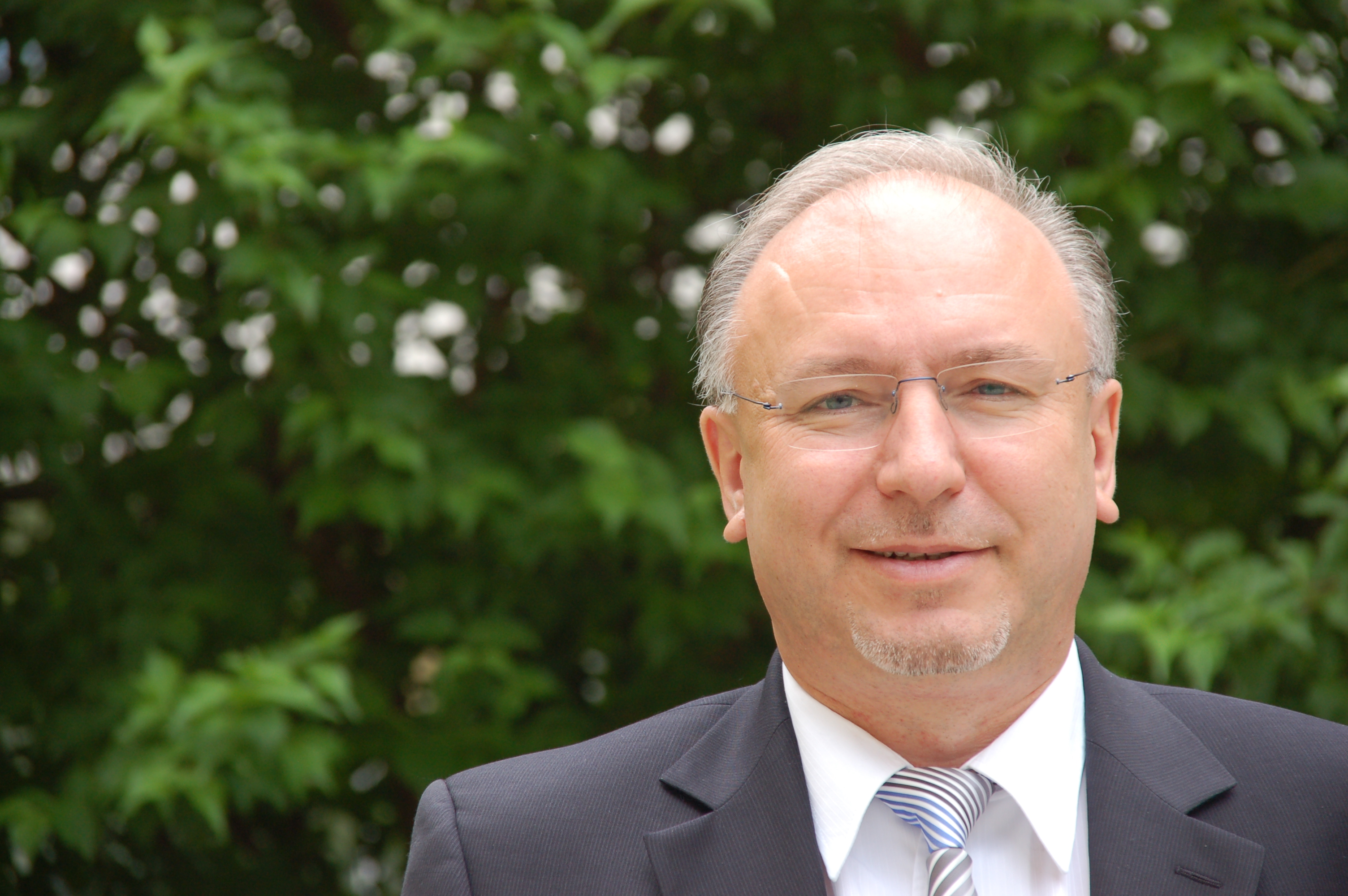
Ralf Hauboldt im Mai 2011

Ralf Hauboldt (* 7. Februar 1961 in Kölleda) ist ein deutscher Politiker (Die Linke). Seit dem 1. Juli 2012 ist er Bürgermeister der Stadt Sömmerda.

## Leben
Ralf Hauboldt absolvierte 1977 eine Ausbildung zum Zerspanungsfacharbeiter. Danach folgte ab 1984 sein Grundwehrdienst bei der Nationalen Volksarmee im Hubschraubergeschwader. 1987 legte er seine Meisterprüfung für den Bereich der Fertigungstechnik ab. 1988 wechselte er zur FDJ als hauptamtlicher Sekretär und im Jahr der Deutschen Wiedervereinigung wurde er 1990 hauptamtlicher FDJ-Landesvorsitzender. 1992 wurde er Wahlkreismitarbeiter.

## Politik
Ralf Hauboldt wurde 1979 Mitglied der SED. Bis zum September 2011 war er Kreisvorsitzender der Partei DIE LINKE im Landkreis Sömmerda. Dieses Ehrenamt gab er dann an seinen bisherigen Stellvertreter Tobias Steinkopf weiter.
Auf Kommunaler Ebene ist er Mitglied im Kreistag Sömmerda und dort ist er Fraktionsvorsitzender.
Von 2004 bis 2012 war er Mitglied des Thüringer Landtages. Dort war er stellvertretender Fraktionsvorsitzender.
Am 22. April 2012 wurde Ralf Hauboldt im ersten Wahlgang zum neuen Bürgermeister der Stadt Sömmerda gewählt. Seine erste Wiederwahl erfolgte am 15. April 2018 mit 60,8 % der Stimmen, ebenfalls im ersten Wahlgang. Bei den Kommunalwahlen am 26. Mai 2024 scheiterte er im ersten Wahlgang an der absoluten Mehrheit und wurde in der Stichwahl am 9. Juni 2024 mit 52,9 % der Stimmen erneut zum Bürgermeister der Stadt Sömmerda gewählt.